# Сторешть
Сторешть, Сторешті (рум. Storești) — село у повіті Ботошані в Румунії. Входить до складу комуни Фрумушика.
Село розташоване на відстані 350 км на північ від Бухареста, 27 км на південний схід від Ботошань, 69 км на північний захід від Ясс.

## Населення
За даними перепису населення 2002 року у селі проживали 1133 особи. Усі жителі села рідною мовою назвали румунську.
Національний склад населення села:
| Національність | Кількість осіб | Відсоток |
| -------------- | -------------- | -------- |
| румуни         | 1128           | 99,6%    |
| цигани         | 5              | 0,4%     |